# 比嘉康雄
比嘉 康雄（ひが やすお、1938年11月13日 - 2000年5月13日）は、沖縄県の写真家。フィリピン生まれ。東京写真専門学院卒業。

## 略歴
- 1938年 - フィリピンに生まれる[3]。
- 1958年 - 高校卒業後、嘉手納警察署勤務の警察官となる[2]。
- 1968年 - 11月19日未明、宿直中に嘉手納飛行場B-52爆撃機炎上事故と遭遇。事件をきっかけに写真家を志す[2]。
- 1969年 - 4月、東京写真専門学院に入学。1971年、卒業[2]。
- 1971年 - 銀座ニコンサロンにて「生まれ島沖縄」展。大阪、那覇、コザへ巡回[3]。
- 1972年 - 9月から12月までの2か月半で、北海道から鹿児島県までの全県を旅行する。
- 1973年 - 谷川健一と出会い宮古島「祖神祭」を見る。
- 1976年 - 第13回太陽賞受賞『おんな・神・まつり』を受賞[2]。
- 1981年 - 沖縄タイムス芸術選奨奨励賞を受賞。
- 1993年 - 『神々の古層』で第43回日本写真協会年度賞[2]。
- 2000年 - 腎臓癌のため死去[1]。

## 写真集
- 『生まれ島沖縄』東京写真専門学院
- 『神々の島 沖縄久高島のまつり』平凡社、文・谷川健一
- 『琉球狐 女たちの祭』朝日新聞社
- 『日本の聖域 沖縄の聖なる島々』佼成出版社、文・湧上元雄
- 『神々の古層（全12巻）』ニライ社
- 『生まれ島・沖縄 ―― アメリカ世から日本世へ』ニライ社
- 『比嘉康雄写真集 情民 (沖縄写真家シリーズ琉球烈像 第2巻)』未來社

### 著書
- 『日本人の魂の原郷 沖縄久高島』集英社新書